# Fujiwara (klan)
Fujiwara (japanski 藤原氏, Fujiwara-shi, Fujiwara-uji) je bio stari poznati utjecajni japanski klan (seishi). Potjecao je od klana Nakatomija. Fujiware su bili moćna obitelj koja je dala brojne japanske regente. Regente, carice i visoke državne činovnike davali su iz svojih pet glavnih obitelji.
Podrijetlom je iz pokrajine Kage, današnje prefekture Ishikawe.
Klan je osnovao Nakatomi no Kamatari (614. – 669.). Bilo je to kad ga je car Tenji nagradio počašću Fujiwara, koje je poslije evoluiralo u prezime za Kamatarija i njegove nasljednike.  Vremenom je Fujiwara postalo poznato kao ime klana.
Klan se poslije podijelio na ogranke. Fujiwara no Fusasaki osnovao je (regentski) ogranak Hokke, Fujiwara no Muchimaro ogranak Nanke (južni), Fujiwara no Umakai ogranak Shiki-ke, Fujiwara no Maro ogranak Kyōke.